# San Paolo Cervo
San Paolo Cervo es una localidad y comune italiana de la provincia de Biella, región de Piamonte, con 146 habitantes.

## Evolución demográfica
| Gráfica de evolución demográfica de San Paolo Cervo entre 1861 y 2001 |
|                                                                       |
| Fuente ISTAT - elaboración gráfica de Wikipedia                       |